# Passchendaele (bier)
Passchendaele is een Belgisch bier van hoge gisting dat wordt gebrouwen bij Kasteel Brouwerij Vanhonsebrouck uit het West-Vlaamse Izegem. 
Het is een blond bier van hoge gisting met een laag alcoholgehalte. Het bier dankt zijn pittige afdronk aan een mengeling van geselecteerde Belgische hop.
Passchendaele werd gelanceerd naar aanleiding van de 100e verjaardag van de Eerste Wereldoorlog en meer specifiek ter herdenking van de Slag bij Passendale in juli 1917. De brouwerij vraagt per flesje een minuut stilte ter nagedachtenis aan de gesneuvelden tijdens de Grote Oorlog. Een deel van de opbrengst wordt aan de gemeente Zonnebeke geschonken, om bij te dragen aan het onderhoud van haar oorlogsmonumenten.